# 塞内尔基亚
塞内尔基亚（義大利語：Senerchia），是意大利阿韦利诺省的一个市镇。总面积36平方公里，人口854人，人口密度23.7人/平方公里（2009年）。ISTAT代码为064098。